# Plast (Organisation)

Logo von Plast

Plast (ukrainisch Пласт) ist die größte und älteste ukrainische Pfadfinderorganisation.

## Geschichte

### Entstehung und Entwicklung
Ukrainische Pfadfinderorganisationen entstanden Anfang des 20. Jahrhunderts im Russischen Reich und in Österreich-Ungarn. Im Russischen Reich entstanden sie ab 1909 und umfassten bis 1917 bis zu 50.000 Mitglieder. Die Aktivität wurde nach dem Baden-Powell-Modell mit einer institutionellen Basis organisiert, als Beamte des Kiewer Bildungsbezirks unter der Leitung des Russen Alexander Anochin begannen, Pfadfindertum als außerschulisches Programm zu fördern. Konkret wurden ukrainische Pfadfindergruppen erstmals 1917 gebildet, als Eugène Deslaw eine Pfadfindergruppe in Bila Zerkwa organisierte. Ähnliche Gruppen bildeten sich in Orten wie Kaniw, Kiew, Katerynoslaw, und Winnyzja. Nachdem die Bolschewiki die Ukraine übernommen hatten, wurden diese Gruppen aufgelöst. An einigen Orten, wie Kiew, Odessa, und Tschernihiw stellten ehemalige Pfadfinderführer ihre Gruppen nominell als „junge kommunistische“ Pfadfindergruppen wieder auf, doch diese wurden von den Behörden als unpolitisch eingestuft und aufgelöst. Die Sozialisierung junger Menschen durch Pfadfinderarbeit wurde schließlich von der Pionierorganisation Wladimir Iljitsch Lenin und der Komsomol übernommen.
In der Westukraine gründete Oleksandr Tyssowskyj 1911 eine außerschulische Pfadfindergruppe am Akademischen Gymnasium von Lwiw, wo er als Lehrer tätig war. Ähnliche Gruppen wurden von Petro Franko und Iwan Tschmola gegründet und die Plast-Pfadfinderbewegung breitete sich auf andere Städte und Gemeinden aus. Bis 1913 begann sich ein organisatorischer Rahmen zu entwickeln und es wurden zwei Organisationshandbücher veröffentlicht, die von Tyssowskyj und Franko verfasst wurden. Mit Ausbruch des Ersten Weltkriegs gingen die Plast-Aktivitäten zurück, da sich viele ältere Mitglieder zum Militärdienst bei der Ukrainischen Legion und später bei der Armee der Westukrainischen Volksrepublik meldeten. 1915 entstand eine Plast-Organisation für Mädchen.

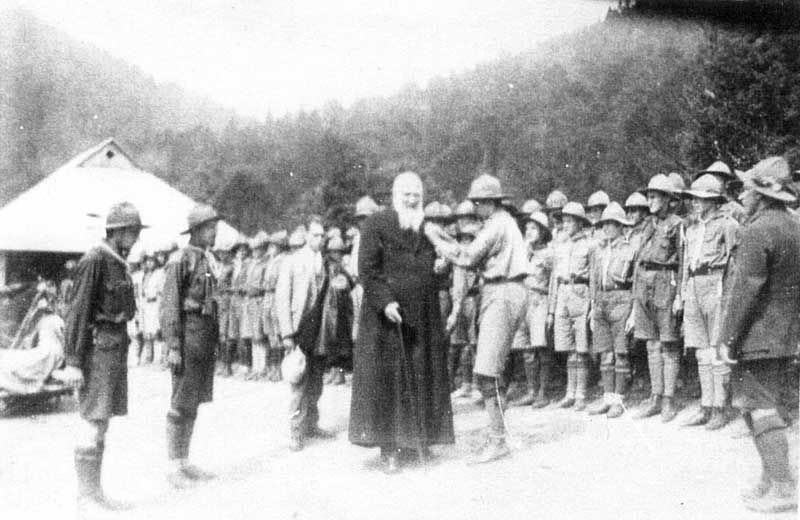
Besuch von Metropolit Andrej Scheptyzkyj bei Plast (vor 1940)

Von 1918 bis 1920 wurden Plast-Aktivitäten unter der Schirmherrschaft der gesetzlich genehmigten Ukrainischen Nationalen Gesellschaft für Kinder- und Jugendfürsorge durchgeführt. Danach nahm Plast den Betrieb unter eigenem Namen wieder auf. Es entwickelte sich ein Netzwerk von Gruppen, die mit weiterführenden Schulen in Galizien und mit Proswita-Gesellschaften in Wolhynien verbunden waren. Bis 1930 wurden mehrere Plast-Gruppen für verschiedene Altersgruppen gegründet. Die jüngste Gruppe war für 7- bis 12-Jährige und die älteste für über Dreißigjährige. Es wurden Organisationszeitschriften veröffentlicht, darunter Molode schyttja (Junges Leben), die auch eine allgemeine Auflage hatte. Spezielle Kurse wurden für die Ausbildung von Gruppenleitern organisiert, und 1921 erstellte Oleksandr Tyssowskyj das Organisationshandbuch Schyttja w Plasti (Leben in Plast). Hilfsmaterialien für Gruppenleiter erschienen häufig in Fachpublikationen. Die Organisatoren wurden beauftragt, bei der Bildung neuer Gruppen zu helfen.
In der Zwischenkriegszeit konnte sich Plast in der Bukowina nicht entwickeln, da die rumänischen Behörden ukrainische Kulturaktivitäten unterdrückten. In den frühen 1930er Jahren wurden einige heimliche Versuche unternommen, an mehreren weiterführenden Schulen und Gymnasien halblegale Plast-Gruppen zu gründen und es wurden Verbindungen zu Plast in Galizien unterhalten.
Bis 1930 hatte Plast eine Organisationsstruktur mit über 6.000 Mitgliedern in 10 Regionalbezirken entwickelt und förderte verschiedene Programme, darunter eine Reihe von Sommerlagern für junge Menschen. Plast entwickelte sich zu einer Volksbewegung, deren Unterstützung auch über die städtischen Bildungskreise hinausging und sich in der Arbeiterklasse und auf Dorfebene in der gesamten Westukraine entwickelte. Es hatte sich ein Gruppenethos entwickelt, zu dem auch ein ukrainisches Bewusstsein gehörte. Der Einfluss der Plast auf die ukrainische Jugend sowie die Tendenz nationalistischer Organisationen, Plast-Mitglieder zu rekrutieren, nachdem diese aus ihren Reihen ausgeschieden waren, brachten die polnische Regierung dazu, 1924 die Gründung von Plast an staatlichen Schulen und 1928 die Tätigkeit in Wolhynien zu verbieten. 1930 wurde ihre Tätigkeit auf polnischen Territorium vollständig verboten. Der Großteil von Plasts Vermögen wurde beschlagnahmt, seine Veröffentlichungen wurden verboten, und einige führende Mitglieder wurden verhaftet, wodurch Plast in den Untergrund gezwungen wurde. Routinemäßigere Plast-Aktivitäten wurden in der Karpatenukraine bis zur Besetzung durch Ungarn 1939 und in einzelnen mittel- und westeuropäischen Städten fortgesetzt. Letztere wurden 1931 in der in Prag ansässigen Sojus ukrajinskych plastuniw-emihrantiw (Union Ukrainischer Plast-Emigranten, kurz SUPE) organisiert.

Verbreitung von Plast in der Welt
Länder, in denen Plast vertreten ist und die Mitglieder der Konferenz ukrainischer Plast-Organisationen sind
Länder, in denen Plast vertreten ist
Länder, in denen Plast ehemals vertreten war

Nach Beginn der deutschen Besetzung Polens wurde Plast im Oktober 1939 in Sanok neu gegründet, doch die deutschen Behörden ordneten bald darauf die Auflösung der Organisation an. Während des Zweiten Weltkriegs wurden ukrainische Pfadfinderaktivitäten in der Westukraine durch andere Agenturen, wie die Ukrainischen Jugendbildungsgesellschaften, durchgeführt. Die sowjetische Besetzung der Westukraine 1944 beendete dort die Plast-Aktivitäten.

### Weltweite Verbreitung
Nach dem Zweiten Weltkrieg etablierte sich Plast in der westlichen Welt. Die neue Aktivitätswelle entstand 1945 bis 1948 in Flüchtlingslagern in Deutschland. Im Oktober 1945 belebte eine Versammlung in Karlsfeld die SUPE wieder und entwickelte allgemeine Richtlinien für die Durchführung organisatorischer Aktivitäten in den Lagern. Plast gewann rund 4800 Mitglieder, erneuerte Programme und nahm seine Verlagstätigkeit wieder auf. Nachfolgende Versammlungen in den Jahren 1947 und 1948 etablierten formellere Organisationsstrukturen und Richtlinien für die Entwicklung von Plast-Zweigstellen im Westen. Nach der Massenumsiedlung ukrainischer Menschen in den Jahren 1948 bis 1952 wurden Plast-Niederlassungen in Australien, Argentinien, Kanada, Großbritannien, Deutschland und den Vereinigten Staaten gegründet. Die erste nationale Plast-Konferenz fand 1949 in Toronto statt. 1954 wurde die erste Konferenz ukrainischer Plast-Organisationen, kurz KUPO, die die SUPE ersetzte, organisiert, um neue Mitglieder für die Exekutivorganisationen wählen. Seitdem finden alle drei Jahre KUPO-Wahlen statt.
1990 wurde Plast in der Ukraine unter dem Namen Plast Ukrainische Pfadfindervereinigung rechtmäßig wiederhergestellt. Der Stadtrat von Lwiw war der erste, der den legalen Status der Organisation wiederherstellte. Sie breitete sich im gesamten Land aus. Plast wurde auch bei der ukrainischen Bevölkerung Polens und in Prešovský kraj in der Slowakei wiederhergestellt. Das Logo von Plast ist eine Lilie, die mit dem Trysub verflochten ist. Georg wird als Schutzpatron der Organisation angesehen.

## Wortherkunft
Das Wort Plast kommt von Plastun, was zur Zeit der Saporoger Kosaken ein Begriff für einen Späher, der Feindbewegungen in Sümpfen in Grenzgebieten folgte, war. Der Gründer Petro Franko betonte, dass die Kosaken-Späher auf ihren Verstand, ihre Ausdauer, ihren Mut und ihr Wissen über die Natur angewiesen waren, um an der wilden Grenze zu überleben. Er argumentierte, dass „in einer gesunden natürlichen Umgebung, an der frischen Luft, Jungen Kraft, Mut, Ausdauer und Patriotismus gewinnen.“